# Génération de 27
Ne doit pas être confondu avec Club des 27.
La Génération de 27 (en castillan : Generación del 27) est un groupe littéraire qui apparut en Espagne entre les années 1923 et 1927, au sein duquel plusieurs poètes partagèrent des idées avant-gardistes dans leur domaine. Plusieurs se réunirent au domicile de Góngora, pour le trois centième anniversaire de sa mort, et cela le consacra définitivement. Leur première action commune eut lieu à l'Athénée de Séville en 1927.
Le groupe disparut lorsqu'éclata la Guerre civile espagnole.

## Membres
Le terme de Génération de 27 tel qu'il est employé habituellement se limite à dix auteurs : 
- Pedro Salinas (1891-1951)
- Jorge Guillén (1893-1984)
- Gerardo Diego (1896-1987)
- Dámaso Alonso (1898-1990)
- Federico García Lorca (1898-1936)
- Vicente Aleixandre (1898-1984)
- Emilio Prados (1899-1962)
- Rafael Alberti (1902-1999)
- Luis Cernuda (1902-1963)
- Manuel Altolaguirre (1905-1959)

Cependant de nombreux autres écrivains, romanciers et dramaturges appartinrent également à la Génération de 27, à la tête desquels on trouve Max Aub, suivi de plusieurs autres plus âgés comme Fernando Villalón, José Moreno Villa ou León Felipe, ainsi que d'autres plus jeunes, comme Miguel Hernández. D'autre part certains furent oubliés par la critique, comme Concha Méndez-Cuesta, poétesse et autrice de théâtre, Juan Larrea, Mauricio Bacarisse, Juan José Domenchina, José María Hinojosa, José Bergamín ou Juan Gil-Albert. Il faut également citer ceux que l'on appelle "l'Autre génération de 27", celle qui est formée par les humoristes disciples de Ramón Gómez de la Serna, c'est-à-dire Enrique Jardiel Poncela, Edgar Neville, Miguel Mihura et Antonio de Lara, « Tono », les écrivains qui dans l'après-guerre participèrent à la rédaction de la revue La Codorniz.
Il faut également tenir compte du fait que la production littéraire de la génération de 27 n'est pas entièrement écrite en espagnol, ni entièrement constituée d'Espagnols. Certains écrivirent des textes importants dans d'autres langues, tels que Salvador Dalí ou Óscar Domínguez, qui écrivirent en français, d'autres comme Felipe Alfau qui écrivirent en anglais. Certains écrivains et artistes étrangers qui écrivirent en espagnol et furent très liés à cette esthétique comme Pablo Neruda, Vicente Huidobro, Jorge Luis Borges ou Francis Picabia.
La Génération de 27 ne fut pas exclusivement un phénomène madrilène, car constitué de plusieurs noyaux créatifs répartis dans toute l'Espagne et en étroite relation les uns avec les autres autour d'une même esthétique. De tels noyaux existaient à Séville, autour de la revue Mediodía, aux Canaries, (Gazette de l'Art) et à Malaga (Litoral) sans compter les centres importants mais plus faiblement liés à cette esthétique en Galice, Cantabrie, Catalogne et à Valladolid.
Enfin, des membres du groupe exploitèrent cette même esthétique mais à partir de branches artistiques distinctes de la littérature. Ce fut notamment le cas du cinéaste Luis Buñuel, du caricaturiste et animateur K-Hito, des peintres surréalistes comme Salvador Dalí, de la peintre et sculptrice Maruja Mallo, des peintres Benjamín Palencia, Gregorio Prieto, Manuel Ángeles Ortiz, Ramón Gaya et Gabriel García Maroto, du torero Ignacio Sánchez Mejías, des compositeurs Rodolfo Halffter et Jesús Bal y Gay. Ce dernier appartenait de plus au groupe des 8, qui est généralement considéré comme le pendant en musique de la Génération de 27 en littérature[réf. nécessaire].

## Esthétique et évolution
Leur esthétique tenta de trouver les éléments communs entre les traditions littéraires savante et populaire espagnoles et les avant-gardes esthétiques européennes. Elle évolua de la poésie pure, des avant-gardes déshumanisées (futurisme, cubisme, ultraïsme, créationnisme) et de la froide métaphore gongorine à l'engagement humain que suppose la révélation du surréalisme et même l'engagement politique (dans le cas de Rafael Alberti), pour ensuite se disperser pour la plupart dans l'exil extérieur et intérieur lors de la guerre civile.
En ce qui concerne la métrique, elle réduit l'abondance strophique moderniste et, de manière opposée, elle s'enrichit de formules expressives surtout à travers des procédés expressifs comme l'image visionnaire, le culte du vers libre et des vers courts, et ladite poésie impure préconisée par Pablo Neruda. Le répertoire thématique se renouvelle et se modernise, s'ébroue et libère définitivement le langage poétique corseté par l'exemple du XIXe siècle.

## Courants
En réalité, ladite génération de 27 fut un groupe peu homogène ; les membres se retrouvaient habituellement par paire ou par trio. Ainsi, par exemple, les poètes du Néopopularisme de Falla, Rafael Alberti et surréalisme de Federico García Lorca, au sein d'un groupe particulièrement nourri, tentèrent de se rapprocher de la poésie de Gil Vicente et du Romancero, ou de la poésie lyrique chansonnière, cherchant les sources populaires dans le folklore du lyrisme traditionnel. Il y a un peu de cela dans le rapprochement que fit Gerardo Diego, après une étape créationniste, vers la poésie de Félix Lope de Vega grâce à l'édition que fit à l'époque José Fernández Montesinos.
D'autre part, deux professeurs de philologie espagnole partagèrent des intérêts communs, étaient amis et eurent des trajectoires semblables, et ce n'est pas sans raison que leur poésie est fondamentalement optimiste : Jorge Guillén, dont toute l'œuvre est recueillie sous le titre Aire nuestro et est marquée par la poésie pure dans le style de Paul Valéry, et formée de cinq livres (Cántico, Clamor, Homenaje, ...Y otros poemas et Final) et Pedro Salinas, le grand poète de l'amour de 27.
Le groupe surréaliste est plus dense, mais il s'en détache en particulier le prix Nobel Vicente Aleixandre, sûrement le plus original, étant donné, selon Luis Cernuda, que "son  vers ne ressemble à nul autre", et celui qui est devenu le poète le plus influent de la génération dans la dernière moitié du XXe siècle, Luis Cernuda lui-même. Cependant, d'autres poètes de 27 ressentirent l'impact du surréalisme et possèdent des étapes dans leur évolution marquée par cette esthétique : Rafael Alberti, par exemple, a composé la dernière partie de Sur les anges et Sermones y moradas en vers libres surréalistes, et Federico García Lorca a assimilé son impact dans son Llanto por Ignacio Sánchez Mejías, Poeta en Nueva York et les Sonetos del amor oscuro. Une étape surréaliste se retrouve aussi chez José María Hinojosa avec La Flor de Californía (avec un accent sur le i) et Emilio Prados.
C'est ce dernier et Manuel Altolaguirre qui constituent le dénommé groupe de Malaga ou de poètes présumés mineurs, formé autour de la revue Litoral éditée par Altolaguirre et sa collection de livres poétiques. Dámaso Alonso et Gerardo Diego représentent, de leur côté, le groupe de ceux qui sont restés en Espagne, contre leur gré et avec pour le premier des épreuves difficiles, moins  d'ennuis pour le second, et ils pactisèrent plus ou moins avec le régime vainqueur de la Guerre civile (Alonso, se considérait dans la Génération de 27 comme critique, mais dans l'après-guerre comme poète) ou l'appuyèrent ouvertement (Diego). Ce dernier eut une longue carrière poétique où il combine à la fois tradition et avant-garde, avec des thèmes très variés (de la corrida à la musique et aux doutes religieux, le paysage et les questions existentielles). Cependant, quelques-uns ne furent pas inquiétés par le régime franquiste, vivant dans un exil intérieur revendiqué (Juan Gil-Albert) ou devenant de fait le maître et le guide de toute une nouvelle génération de poètes (Vicente Aleixandre).